# Cantiere della Foce
Le Cantiere della Foce (en français: chantier naval de Foce) était un chantier naval génois du royaume d'Italie qui se trouvait à l'embouchure du fleuve Bisagno, et qui a fonctionné jusqu'au début des années trente.
Le Foce était un ancien village construit sur les pentes rocheuses du promontoire qui bordait la colline de l'Albaro à l'ouest, habité par des pêcheurs et des agriculteurs qui, pendant des siècles, ont approvisionné les marchés de Gênes avec leurs produits. Le village s'est ensuite étendu jusqu'à la base de la colline, dans la plaine sur la rive orientale du fleuve Bisagno, en conservant toutefois les caractéristiques d'un petit village de pêcheurs et pendant des siècles sur la plage du village ont été construits des bateaux, dans de petits chantiers navals artisanaux.

## Les origines
La zone sur laquelle se trouvait le chantier naval, appartenant à la république de Gênes, servait de terrain de parade pour l'entraînement de la milice, de zone de quarantaine, de lazaret en cas d'épidémies, et pour la construction de navires pour le compte du Magistrat des galères.
En 1467, sur la zone de Foce se trouvaient les ruines d'un bâtiment qui avait servi d'hôpital pour les victimes de la peste et des maladies contagieuses, dans cette zone ont été construits les quais et les ateliers d'un chantier naval et en même temps dans un bâtiment adjacent, reconstruit et aménagé un lazaret, constituant ainsi un seul grand bâtiment. L'édifice, au début du XVIe siècle, a été agrandi par la république de Gênes, en partie grâce à la générosité du notaire philanthrope Ettore Vernazza, et au XVIIe siècle par le noble Paolo Spinola.
La plus ancienne mention historiquement documentée de la construction navale à la Foce date de 1471, avec l'affichage d'une proclamation interdisant l'enlèvement du bois, de la quincaillerie et des outils de l'Arsenal, et d'une documentation d'une licence accordée, en 1646, au capitaine Gio Paolo Marabotto, pour la construction d'un navire devant être armé de quatre canons de Flandre, dans laquelle le lieu de fabrication à l'embouchure du Bisagno est mentionné. La maigre documentation sur la chute de la république de Gênes atteste de la construction à la Foce de certains navires.
Le chantier naval de Foce a eu une impulsion considérable au début du XIXe siècle, à l'époque de la République ligurienne napoléonienne. Les premiers navires lancés dans ce chantier furent la frégate L'Incorruptible et la brique Le Cyclope (16 novembre 1804), qui fut suivie par la frégate La Pomone, lancée en mars 1805.

## L'arsenal
Après l'annexion de la Ligurie au royaume de Savoie, le chantier naval a entamé une véritable phase de développement. Le royaume de Sardaigne, qui ne possédait auparavant que le petit port de Villefranche, dans le comté de Nice, après avoir acquis cet important débouché sur la mer, établit le siège de sa flotte à Gênes, et le chantier naval de la Foce est destiné à la construction de nouveaux navires militaires.
Le chantier naval a été agrandi sur une partie de la zone où se trouvait auparavant un lazaret construit au XVe siècle, avec les développements de la médecine. Au milieu du XIXe siècle, les fonctions du lazaret ont été transférées au nouvel hôpital de Pammatone et le bâtiment a été démoli pour permettre l'expansion du chantier qui a atteint une extension d'environ 70 000 m2 sur la rive gauche à l'embouchure du fleuve Bisagno : le chantier naval, propriété de la municipalité, a été géré d'abord par les frères Westermann, puis par les frères Orlando, des siciliens qui s'étaient installés à Gênes et dont Luigi Orlando, l'un des frères, a été nommé directeur du chantier. Les Orlando sont quatre frères originaires de Sicile, déjà propriétaires d'une industrie mécanique à Palerme, qui pour des raisons politiques ont abandonné leur île. Les frères Orlando ont lancé le premier bateau à vapeur génois, baptisé du nom de Sicilia en hommage à leur île d'origine. Pendant leur gestion à Orlando, en 1862, a été mis en place le Vedetta à hélice, premier navire à vapeur militaire à coque de fer construit en Italie, lancé en 1866.
En 1865, la famille Orlando a transféré ses activités à Livourne, abandonnant la gestion du chantier naval.
Le village de Foce a été incorporé en 1873 à la municipalité de Gênes, lorsque, par un décret royal, la municipalité de Gênes s'est étendue au-delà de la frontière du Bisagno, incorporant, en plus de Foce, les villes de San Francesco d'Albaro, San Martino, Staglieno, Marassi et San Fruttuoso, et initiant une expansion urbaine qui allait changer radicalement le visage de ces quartiers.
En 1880, Enrico Cravero a loué à la municipalité l'ancien site de construction de la Foce, le transformant en quelques années en un complexe industriel moderne.

## Le chantier naval d'Odero
En 1890, Attilio Odero a repris le chantier naval de Foce à Enrico Cravero, en unifiant son activité avec celle de Sestri Ponente. La nouvelle société a entièrement reconstruit les ateliers et les a équipés des machines les plus modernes avec des machines et des grues électrifiées, a rénové les ateliers d'assemblage, la fonderie et la construction de chaudières, le traitement du cuivre et a installé l'équipement à air comprimé pour le rivetage et le calfatage, l'usine d'acétylène pour la soudure.
Les premières années du chantier naval occupaient une surface de 57 000 mètres carrés, dont près de la moitié était couverte.
Sous la direction d'Odero, de grands navires civils et militaires ont été construits, dont le paquebot transatlantique Re Vittorio en 1907, le croiseur Amalfi en 1908 et le cuirassé Leonardo da Vinci en 1911. L'activité des chantiers navals d'Odero était principalement liée à des entreprises telles que la Navigazione Generale Italiana avec la construction de navires à passagers et ils étaient également impliqués dans la fourniture de bateaux à vapeur à roues à aubes pour la navigation sur les lacs, en particulier pour la Società Lariana. L'un de ces navires, le Concordia, lancé en 1926, est toujours en service sur le lac de Côme. C'est le seul exemple au monde de navire à vapeur équipé d'un moteur de type Arturo Caprotti.
Dans les années qui ont suivi la Première Guerre mondiale, en raison de l'expansion de la ville de Gênes, les zones occupées par le chantier naval de Foce sont devenues essentielles pour fournir l'espace nécessaire à la construction résidentielle, d'autre part le chantier naval devait trouver d'autres espaces pour accueillir de nouvelles constructions de plus grand tonnage.
Le chantier naval a cessé ses activités en 1930, à la suite de nouveaux travaux d'urbanisation dans la ville de Gênes, qui ont innové toute la zone à l'est du Bisagno. La dernière unité construite fut le croiseur ARA Almirante Brown de la classe Veinticinco de Mayo, commandé par la marine argentine, lancé le 28 septembre 1929.
La place des chantiers navals a été occupée, pendant une courte période, par le Villaggio Balneare (village de bains), le site de nombreuses foires, avant de céder la place à l'expansion urbaine de la ville. En 1936, sur la rive droite du Bisagno, alors couvert, a été construite la Casa dei Pescatori, un complexe immobilier destiné à accueillir la population de l'ancien village, démoli pour faire place aux établissements résidentiels modernes et aux nouvelles routes.

## Principales réalisations
| Année de lancement | Nom                                      | Type de construction                             | Client                                                  | Données spéciales        | Image |
| ------------------ | ---------------------------------------- | ------------------------------------------------ | ------------------------------------------------------- | ------------------------ | ----- |
| 1805               | Pomone                                   | Frégate à voile                                  | Marine impériale                                        |                          |       |
| 1805               | Mercurio                                 | brig                                             | Marine impériale                                        |                          |       |
| 1817               | Commercio di Genova                      | Frégate à voile                                  | Marine du royaume de Sardaigne                          |                          |       |
| 1827               | Des Geneys (frégate)                     | Frégate à voile                                  | Marine du royaume de Sardaigne                          |                          |       |
| 1827               | Aurora (corvette)                        | Corvette à voile                                 | Marine du royaume de Sardaigne                          |                          |       |
| 1828               | Euridice (corvette)                      | Corvette à voile                                 | Marine du royaume de Sardaigne                          |                          |       |
| 1831               | Staffetta (goélette)                     | Goélette                                         | Marine du royaume de Sardaigne                          |                          |       |
| 1837               | Ichnusa (aviso)                          | Aviso à roue à aubes                             | Marine du royaume de Sardaigne                          |                          |       |
| 1838               | Iride (corvette)                         | Corvette à voile                                 | Marine du royaume de Sardaigne                          |                          |       |
| 1840               | Tripoli (corvette)                       | Corvette à vapeur et roue à aubes                | Marine du royaume de Sardaigne                          |                          |       |
| 1841               | Eridano (brig)                           | Brig                                             | Marine du royaume de Sardaigne                          |                          |       |
| 1841               | San Michele (frégate)                    | Frégate à voile                                  | Marine du royaume de Sardaigne                          |                          |       |
| 1843               | Colombo                                  | Brig                                             | Marine du royaume de Sardaigne                          |                          |       |
| 1844               | Daino (brig)                             | Brig                                             | Marine du royaume de Sardaigne                          |                          |       |
| 1844               | Malfatano (corvette)                     | Corvette à vapeur et roue à aubes                | Marine du royaume de Sardaigne                          |                          |       |
| 1847               | Azzardoso                                | Brig                                             | Marine du royaume de Sardaigne                          |                          |       |
| 1849               | San Giovanni (corvette)                  | Corvette à vapeur à hélice                       | Marine du royaume de Sardaigne                          |                          |       |
| 1856               | Vittorio Emanuele (frégate)              | Frégate à vapeur à hélice                        | Marine du royaume de Sardaigne                          |                          |       |
| 1859               | Maria Adelaide (frégate)                 | Frégate à vapeur à hélice                        | Marine du royaume de Sardaigne                          |                          |       |
| 1860               | Duca di Genova (frégate)                 | Frégate à vapeur à hélice                        | Marine du royaume de Sardaigne                          |                          |       |
| 1862               | Principe Umberto (frégate)               | Frégate à vapeur à hélice                        | Marine du royaume de Sardaigne                          |                          |       |
| 1863               | Principe di Carignano (frégate cuirassé) | Frégate cuirassé                                 | Regia Marina                                            |                          |       |
| 1864               | Principessa Clotilde (corvette)          | Corvette à vapeur à hélice                       | Regia Marina                                            |                          |       |
| 1865               | Roma (frégate)                           | Frégate cuirassé                                 | Regia Marina                                            |                          |       |
| 1866               | Vedetta (aviso)                          | Aviso à hélice                                   | Regia Marina                                            |                          |       |
| 1869               | Venezia (frégate)                        | Frégate cuirassé à vapeur                        | Regia Marina                                            |                          |       |
| 1905               | Italia (navire-hôpital)                  | Navire à vapeur à passagers et navire-hôpital    | La Veloce Navigazione Italiana a Vapore et Regia Marina |                          |       |
| 1908               | Amalfi (croiseur cuirassé)               | Croiseur cuirassé                                | Regia Marina                                            |                          |       |
| 1910               | Città di Siracusa                        | Navire à vapeur à passagers                      | Ferrovie dello Stato Italiane                           |                          |       |
| 1911               | Leonardo da Vinci (cuirassé)             | Cuirassé                                         | Regia Marina                                            |                          |       |
| 1928               | Ichnusa (navire à vapeur)                | Navire à vapeur à passagers et dragueur de mines | Tirrenia di Navigazione et Regia Marina                 |                          |       |
| 1929               | ARA Almirante Brown (C-1)                | Croiseur lourd                                   | Armada de la República Argentina                        | Dernier navire construit |       |